# Декантация

Декантация жидкости с осадка в верхнем стакане

Схема непрерывной промышленной декантации

Деканта́ция (деканти́рование) — в химической лабораторной практике и химической технологии механическое отделение твёрдой фазы дисперсной системы (суспензии) от жидкой путём сливания раствора с осадка. Жидкость, отделённая от осадка методом декантации, называется деканта́т.

## Декантация вина
Декантация — переливание вина из бутылки в специальный графин (декантер) с целью отделения его от осадка и аэрации. Аэрация молодого вина производится для ускорения окисления содержащихся в вине танинов и испарения диоксида серы. Зрелые (выдержанные) вина подвергаются этой процедуре для отделения от осадка, аэрации и проверки состояния после длительного хранения. 
Виноделы также называют декантацией процедуру аккуратного переливания вина из одной ёмкости в другую, чтобы отделить твёрдый осадок или осевшую при отстаивании взвесь, при снятии вина с дрожжевого осадка после завершения ферментации или, например, после завершения оклейки вина для его осветления и стабилизации.